# Ranville-Breuillaud
Ranville-Breuillaud ist eine französische Gemeinde mit 164 Einwohnern (Stand: 1. Januar 2022) im Département Charente in der Region Nouvelle-Aquitaine (vor 2016 Poitou-Charentes); sie gehört zum Arrondissement Confolens und zum Kanton Charente-Nord. Die Einwohner werden Ranvillois genannt.

## Geographie
Ranville-Breuillaud liegt etwa 40 Kilometer nordwestlich von Angoulême und wird umgeben von den Nachbargemeinden Chives im Norden, Barbezières im Osten, Verdille im Südosten und Süden, Bresdon im Südwesten, Beauvais-sur-Matha im Südwesten und Westen, Bazauges im Westen und Nordwesten sowie Fontaine-Chalendray im Nordwesten.

## Bevölkerungsentwicklung
| Jahr                       | 1962 | 1968 | 1975 | 1982 | 1990 | 1999 | 2006 | 2019 |
| Einwohner                  | 243  | 240  | 211  | 193  | 180  | 178  | 180  | 175  |
| Quellen: Cassini und INSEE |      |      |      |      |      |      |      |      |

## Sehenswürdigkeiten
- Kirche Notre-Dame aus dem 18. Jahrhundert
- Haus Ranville aus dem 18. Jahrhundert
- Schloss Orfeuille aus dem 19. Jahrhundert

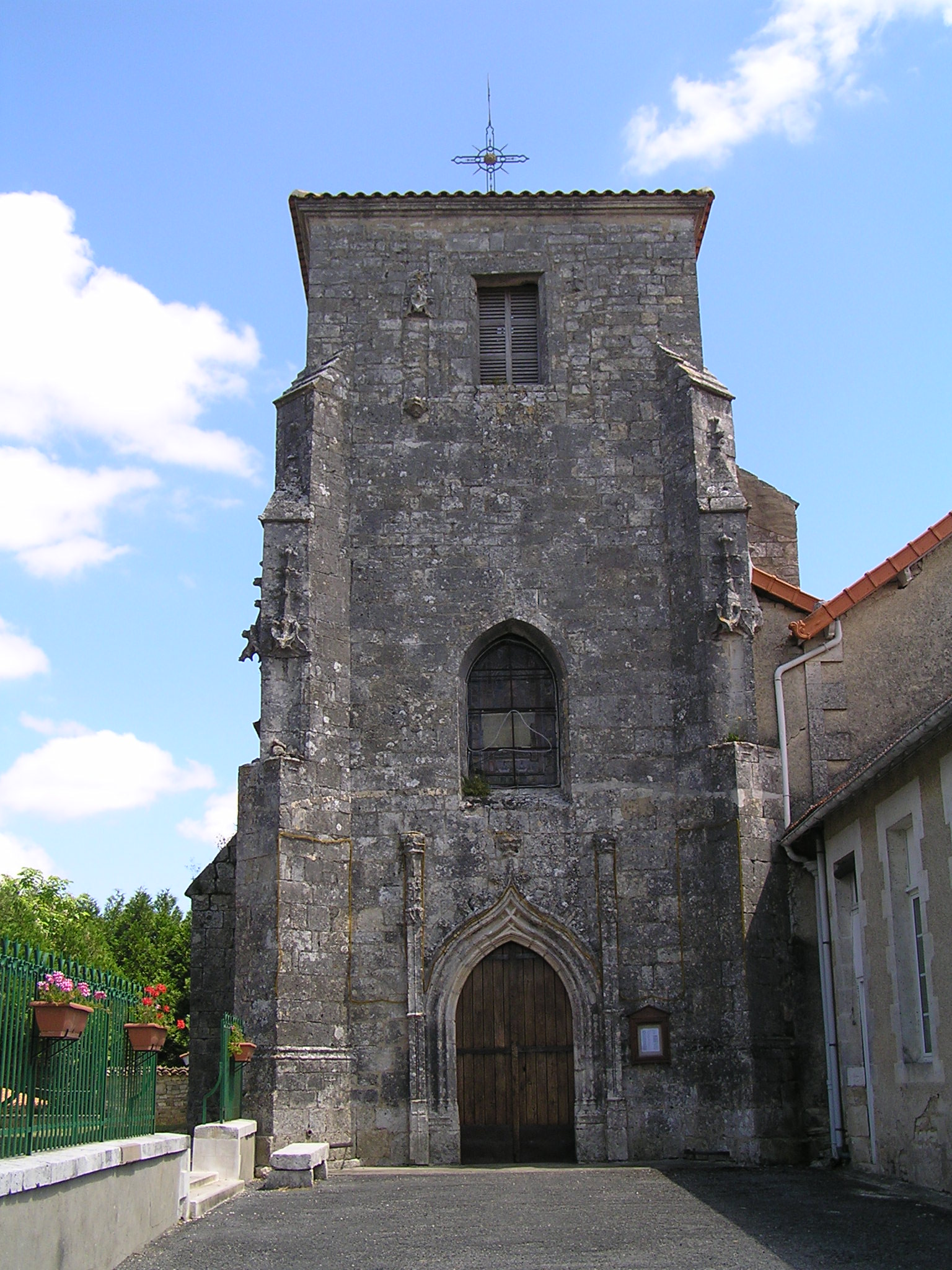
Kirche Notre-Dame